# Alfonso García-Gallo
Alfonso García-Gallo de Diego (Soria, 5 de enero de 1911-Madrid, 21 de diciembre de 1992) fue un historiador español, que estudió durante la segunda mitad del siglo XX la historia del derecho.

## Biografía
Miembro de una familia de tradición castrense y académica, era nieto de Juan José García de Leániz, ilustre general y humanista soriano, y sobrino de Vicente García de Diego, académico de la Real Academia Española. Tras licenciarse en Derecho en la Universidad de Madrid con solo 19 años, defendió con éxito su tesis doctoral, siéndole otorgado el título de Doctor en Derecho en 1934, con tan solo 23 años. Cabe destacar que ya llevaba tres años de experiencia docente. Tan solo un año después, en 1935, contando con 24 años de edad, García-Gallo obtuvo por concurso la cátedra de Historia del Derecho en la Universidad de Murcia. En 1940 volvió a ganar la oposición para catedrático, esta vez de la Universidad de Valencia.
Falleció el 21 de diciembre de 1992 en Madrid.

## Méritos y reconocimientos
A lo largo de su vida obtuvo numerosos reconocimientos.
- Académico de número de la Real Academia de Jurisprudencia y Legislación.
- Miembro de la Academia Portuguesa de la Historia.
- Correspondiente de las Academias de la Historia de Argentina, Venezuela y Chile.
- Doctor honoris causa por la Universidad Complutense de Madrid.
- Doctor honoris causa por la Universidad de Coimbra.
- Doctor honoris causa por la Universidad de  Buenos Aires.
- Doctor honoris causa por la Universidad Católica de Chile.
- Premio Ricardo Levene.
- Gran Cruz de Isabel la Católica.
- Gran Cruz de Alfonso X el Sabio.

- Collar de la Orden de Andrés Bello.

- Hijo Predilecto de la ciudad de Soria,[4]  distinción concedida póstumamente el 5 de abril de 2011.

## Obra

### Obra destinada a la docencia
- Manual de Historia del Derecho Español, en colaboración con Román Riaza (Madrid, 1934-1935; XL - 861 págs).
- Tratado de Historia del Derecho Español (Madrid 1940-1948; 3.ª ed.,1943-1948, 2 vols.).
- Curso de Historia del Derecho Español. I, Introducción e historia de las bases de formación del Derecho, de las fuentes y del Derecha público. II, Historia del Derecho privado, penal y procesal, vol. I, Conceptos generales, la persona natural (Madrid 1946-1950, 2 vols.; 6.ª ed., 1956).
- Lectura de textos jurídicos. Orientaciones para su práctica (Madrid 1954; reimpresión, 1955; 78 págs.).
- La evolución general del Derecho español (Madrid 1957; VIII, 101 páginas; constituye la primera parte del Manual citado en el núm. 7).
- Manual de Historia del Derecho español. I, Exposición. II, Metodología histórica-jurídica. Antología (Madrid 1959-1962, 2 vols.; XVI 1009 págs.; LVI 1302 págs.), 7.ª ed. (1977).
- Formation historique des Droits romanistes. Faculté Internationale, pour l´Enseignement du Droit Comparé (Estrasburgo 1962, policopiado) 42 folios.

### Estudios monográficos y de investigación
- Notas críticas sobre la edición del "Consolat de Mar" de F. Valls Taberner, en AHDE 9 (1932) 430-40.
- Recensión de la Histoire des collections canoniques en Occident de Fournier-Le Bras, en AHDE 9 (1932) 451-457.
- Manuel Serrano y Sanz (1868-1933), en AHDE 10 (1933) 542-44.
- La aplicación de la doctrina española de la guerra (Datos para su estudio), en AHDE 11 (1934) 5-76.
- Una colección de fazañas castellanas del siglo XII, en AHDE 11 (1934) 522-31.
- Camille Jullian (1859-1933), en AHDE 11 (1934) 581-82.
- Sobre las ideas absolutistas en la España romana, en "Revista Estudios Políticos" 1 (1941) 685-711.
- Nacionalidad y territorialidad del Derecho en la época visigoda, en AHDE 13 (1936-41) 168-264.
- Textos de Derecho territorial castellano, en AHDE 13 (1936-1941) 308-96.
- Notas sobre el reparto de tierras entre visigodos y romanos, en "Hispania" 1 (1941) 40-63.
- Román Riaza, en "Hispania" 3 (1941) 112-16.
- La territorialidad de la legislación visigoda (respuesta al Profesor Merêa), en "Boletim da Faculdade de Direito da Universidade de Coimbra" 19 (1943) 194-311; reimpreso en AHDE 14 (1942-1943), 593-609
- Los orígenes de la Administración territorial de las Indias. El Gobierno de Colón, en AHDE 15 (1944) 16-106; reimpreso en "Estudios" (citados en el núm. 79) 563-637.
- Fray José López Ortiz, O.S.A., obispo de Tuy, en "Arbor" 2 (1944) 9-16.
- Cedulario indiano recopilado por Diego de Encinas. Reproducción facsímil de la edición única de 1956. Estudio e índices por A. García-Gallo (Madrid, Instituto de Cultura Hispánica, 1945-1946; 4 vols.).
- Las instituciones sociales en España en la Alta Edad Media (siglos VIII-XIII), en "Revista de Estudios Políticos. Suplemento de Política Social", núm. 1 (1945) y 2 (1945).
- El imperio medieval español, en "Arbor" 4 (1945) 199-228. Nueva edición muy ampliada y con la crítica de las observaciones formuladas por otros autores, en "Historia de España. Estudios publicados en la Revista Arbor" (Madrid 1953) 118-43.
- La Constitución política de las Indias españolas, en Ministerio de Asuntos Exteriores, Escuela Diplomática, "Conferencias, Curso 19451946" (Madrid 1946) 11-41; reimpreso en Estudios (ver núm. 79) 488-514.
- Jueces populares y jueces técnicos en la historia del Derecho español, en "La Justicia municipal en sus aspectos histórico y científico. Ciclo de conferencias" (Madrid, Ministerio de Justicia, 1946) 53-71.
- El Proyecto de "Código peruano" de Gaspar de Escalona y Agüero, en AHDE 17 (1946) 889-920; reimpreso en Estudios 367-99.
- La investigación española en un reciente Manual de Historia de España, en "Arbor" 9 (1948) 306-16; y Respuesta a Pedro Aguado Bleye, en "Arbor" 10 (1948) 144-51.
- Hinojosa y su Obra, en "E. de Hinojosa y Naveros, Obras", T. I, "Estudios de investigación" (Madrid 1948) págs. XI-CXXIV.
- La posición de Francisco de Vitoria ante el problema indiano. Uva nueva interpretación, en "Revista de la Facultad de Derecho y Ciencias Sociales", 4.ª época, 4 (Buenos Aires 1949) págs. 853-72; reproducido en "Revista del Instituto de Historia del Derecho Argentino" 2 (Buenos Aires 1950) 47-66, y en Estudios 403-23.
- La unión política de los Reyes Católicos y la incorporación de las Indias, en "Revista de Estudios Políticos" 30 (1950) 178-93; reimpreso en Estudios 473-88.
- El Concilio de Coyanza. Contribución al estudio del Derecho canónico español en la Alta Edad Media, en AHDE 20 (1950) 275-633.
- Las redacciones de los decretos del Concilio de Coyanza, en "Archivos leoneses" 5 núm. 9 (1951) 25-39.
- El Derecho indiano y la Independencia de América, en "Revista de Estudios Políticos" 50 (1951) 141-61; reimpreso en Estudios 537-60.
- El encomendero indiano. Estudio sociológico, en "Revista de Estudios Políticos" 55 (1951) 141-61; reimpreso en Estudios 515-36.
- El "Libro de las Leyes" de Alfonso el Sabio. Del Espéculo a las Partidas, en AHDE 21-22 (1951-1952) 345-528.
- La "Nueva Recopilación de las Leyes de Indias" de Solórzano Pereira, en AHDE 21-22 (1951-1952) 529-606; reimpreso en Estudios 299-365.
- La Ley como fuente del Derecho en Indias en el siglo XVI, en AHDE 21-22 (1951-1952) 607-730; reimpreso en Estudios 169-285.
- Memorial de Diego de Zorrilla relacionado con su recopilación de las Leyes de Indias, en AHDE 21-22 (1951-1952) 1151-62; reimpreso en Estudios 287-97.
- Los virreinatos americanos bajo los Reyes Católicos. Planteamiento para su estudio, en "Revista de Estudios Políticos" 65 (1952) 189-209; reproducido en "V Congreso de Historia de la Corona de Aragón", II (Zaragoza 1956) 137-56; reimpreso en Estudios 629-59.
- Panorama, actual de los estudios de Historia del Derecho indiano, en "Revista de la Universidad de Madrid" 1 (1952) 41-64; reimpreso en Estudios 37-62.
- Hinojosa, jurista, en "Boletín del Colegio de Abogados de Madrid" (1952).
- El desarrollo de la historiografía jurídica indiana, en "Revista de Estudios Políticos" 70 (1953) 163-65; reimpreso en Estudios 11-35.
- Historia, Derecho e Historia del Derecho. Consideraciones en torno a la Escuela de Hinojosa, en AHDE 23 (1953) 5-36.
- L'Histoire des Institutions espagnoles, trad. por Germain Sicard, en "Recueil de l'Académie de Legislation publié para l'Académie de Legislation" 5.ª serie II (Toulouse 1953), 17.
- La historiografía jurídica contemporánea. Observaciones en torno a, la "Deutsche Rechtsgeschichte" de Planitz, en AHDE 24 (1954) 605-34.
- El carácter germánico de la Épica y del Derecho en la Edad Media Española, en AHDE 25 (1955) 583-680.
- El Derecho común ante el Nuevo Mundo, en "Revista de Estudios Políticos" 80 (1955) 133-52; reimpreso en Estudios 147-66.
- El testamento de San Martín de Dumio, en AHDE 26 (1956) 369-85.
- Aportación al estudio de los Fueros, en AHDE 26 (1956) 387-446.
- El servicio militar en Indias, en AHDE 26 (1956) 447-515; reimpreso en Estudios 745-812.
- Prólogo a "Estudios visigóticos" I, con la colaboración de G. Vismara, J. Orlandis, A. D'Ors y R. Gibert (Roma 1956) págs. VII-XI.
- El hombre y la tierra en la Edad Media leonesa. El prestimonio agrario, en "Revista de la Facultad de Derecho de la Universidad de Madrid" 1 (1957) 319-72.
- Prólogo a la versión española de H. Planitz, "Principios de Derecho privado germánico" por C. Melón Infante (Barcelona 1957) páginas XVII-XXVII.
- La crise des Droits locaux et leur survivance á l'époque moderase, en "Annales de la Faculté de Droit de Toulouse" 6 (1958) 287-301. Versión española, Crisis de los Derechos locales y su vigencia en la Edad Moderna, en "Cuadernos de Derecho francés" del Instituto de Derecho Comparado, de Barcelona 10-11 (1955) 69-81 y en "IV Jornadas Franco-Españolas de Derecho Comparado" (Barcelona 1958) 69-81.
- Las Bulas de Alejandro VI y el ordenamiento jurídico de la expansión portuguesa y castellana en África e Indias, en AHDE 27-28, (1957-1958) 461-829.
- El problema de la sucesión "mortis causa" en la Alta Edad Media española, en "Anales de la Academia Matritense del Notariado" 10 (1959) 247-76.
- Aspectos jurídicos de la Guerra de la de la Independencia, en "Revista de la InterFacultad de Derecho de la Universidad de Madrid" 3 (1959) 15-27; reproducido en "Estudios del II Congreso Histórico Internacional de la Guerra de la Independencia y su época" II (1965) 91-103.
- Bienes propios y derechos de propiedad en la Alta Edad Media Española, en AHDE 29 (1959) 351-87.
- Las Indias en el reinado de Felipe II; la solución del problema de los justos títulos, en "Anuario de la Asociación Francisco de Vitoría" 13 (1959-1960) 97-136; reimpreso en Estudios 425-71.
- Ius y Derecho. Discurso leído el 6 de enero de 1961 en su recepción pública en la Real Academia de Jurisprudencia y Legislación; por el Excmo. Sr. D. Alfonso García-Gallo y de Diego y contestación del Excmo Sr. D. Rafael Nuñez Lagos (Madrid 1961, 76 pgs), reproducido en AHDE 31 (1961) 5-47
- Galo Sánchez, en AHDE 31 (1961) 1-8.
- Los Fueros de Medinaceli, en AHDE 31 (1961) 9-16.
- San Isidoro, jurista, en "Isidoriana, Estudios sobre San Isidoro de Sevilla en el XIV Centenario de su nacimiento" (León 1961) 133-41.
- Los enigmas de las Partidas, en "Instituto de España. VII Centenario de las Partidas del Rey Sabio" (Madrid 1963) 27-37.
- Los Libros de Derecho. Discurso leído en la Real Academia de Jurisprudencia y Legislación (Madrid 1963).
- Los títulos jurídicos de la integración de los territorios africanos en la Monarquía española, en Archivo del Instituto de Estudios Africanos" 18 (1964) 57-70.
- Génesis y desarrollo del Derecho indiano, en “Atlántida" 2 (1964) 339-59; reimpreso en Estudios 123-45.
- La evolución del Derecho comparado en España, en "Revista de la Facultad de Derecho de la Universidad de Madrid" 9 (1965) 99-107.
- L'évolution de la condition de la femme en Droit espagnol, en "Annales de la Faculté de Droit de Toulouse 14 (1966) 73-96.
- La sucesión del trono en la Corona de Aragón, en AHDE 36 (1.966) 5-188.
- Problemas metodológicos de la Historia del Derecho Indiano en "Revista del Instituto de Historia del Derecho Ricardo Levene” 18 (1967) 13-64; reimpreso en Estudios 63-119.
- Discurso de contestación, en José Maldonado, "La significación histórica del Derecho canónico. Discurso leído en el acto de recepción como Académico de número de la R. Academia de Jurisprudencia y Legislación (Madrid 1969) 103-13; reimpreso con el título de Pasado y Presente del Ordenamiento canónico, en "Ius canonicum" 9 (1969) 401-6.
- El Fuero de León. Su historia, texto y redacciones, en AHDE 39 (1969) 5-171.
- El Fuero de Llanes, en AHDE 40 (1970) 241-68.
- Cuestiones y problemas de la Historia de la Administración española, en "Actas del I Symposium de Historia de la Administración" (Alcalá de Henares 1970) 43-59.
- Los principios rectores de la organización territorial de las Indias, en AHDE 40 (1970) 313-47; reimpreso en Estudios 661-94.
- Metodología de la Historia del Derecho Indiano, Prólogo de Alamiro de Ávila Martel (Santiago de Chile 1970).
- Los problemas de edición de las fuentes del Derecho local español, en "Atti del II Congreso Internazionale della Societá Italiana di Storia del Diritto. Venezia 18-22 settembre 1967" (Florencia 1971) 245-55.
- Los Fueros de Benavente, en AHDE 41 (1971) 1143-92.
- La división de las competencias administrativas en España en la Edad Moderna, en "Actas del II Symposium de Historia de la Administración" (Madrid 1971) 289-306.
- Las Bulas Alejandrinas, en "Diccionario de Historia eclesiástica de España" I (Madrid 1972) 287-88.
- Alcaldes mayores y corregidores en Indias, en "Memoria del I Congreso Venezolano de Historia" I (Caracas 1972) 299-347; reimpreso en Estudios 697-741.
- El Derecho en el "Speculum principis" de Belluga, en AHDE 42 (1972) 189-216.
- Estudios de Historia del Derecho Indiano (Madrid 1972).
- Prólogo al libro de Gisela Morazzani de Pérez Enciso, "Las Ordenanzas de Intendentes de Indias" (Caracas 1972) 11-15.
- La Universidad de Salamanca en la formación del Derecho indiano, en "III Congreso del Instituto Internacional de Historia del Derecho Indiano. Madrid 17-23 de enero de 1972. Actas y Estudios" (Madrid 1973) 78-99.
- Bases para una programación de la enseñanza de la Historia del Derecho, y en especial de la del Derecho indiano, en el "III Congreso" (citado en el núm. 81) 1107-30.
- En colaboración con Miguel Ángel Pérez de la Canal, Estudios e índices, en INSTITUTO DE ESPAÑA, "El Libro de las Bulas y Pragmáticas de los Reyes Católicos" I (Madrid 1973) 9-68.
- El "Libro de las Bulas y Pragmáticas de los Reyes Católicos" y su obra de gobierno, en INSTITUTO DE ESPAÑA, "Conmemoración de la Fiesta Nacional del Libro español" (Madrid 1974) 7-30.
- La Ciencia jurídica en la formación del Derecho Hispanoamericano en los siglos XVI al XVIII, en AHDE 44 (1974) 157-200; reimpreso, en "La formazione storica del Diritto Moderno in Europa. Atti del Terzo Congresso Internazionale della Societá Italiana di Storia Diritto" I (Florencia 1977) 317-53.
- Las "Expositiones nominum legalium" y los Vocabularios medievales (Madrid 1974).
- Consideración crítica de los estudios sobre la legislación y la costumbre visigodas, en AHDE 44 (1974) 343-464.
- Cuestiones de historiografía jurídica. I, La justificación de la Historia del Derecho. II, La Historia del Derecho europeo, en AHDE 44 (1974) 741-64,
- Antonio Muro, historiador del Derecho indiano, en "Anuario de estudios Americanos" 31 (1974) págs. XXI-XXXIX,
- José Mª Ots y Capdequí, en AHDE 45 (1975) 3-6.
- Los Fueros de Toledo, en AHDE 45 (1975) 341-488.
- Sobre Bartolomé de las Casas, en Fomento Cultural Banamex, A. C., "Actualidad de Bartolomé de Las Casas" (México 1975) 11-14.
- Las Casas, jurista, en Instituto de España, "Sesión de Apertura del Curso 1974-1975" (.Madrid 1976) 51-77.
- Las Casas, jurista y representante de la oposición oficial, en "Memoria del II Congreso Venezolano de Historia" III (Caracas 1975) 483-85.
- Las Audiencias de Indias. Su origen y caracteres, en "Memoria" citada en el núm. 94, I, 361-432.
- La penetración de los Derechos europeos y el pluralismo jurídico en la América española (resumen), en "XIV International Congress of Historical Sciences". San Francisco, august 21-29, 1975: "La pénétration des Droits étrangers dans les Droits nationaux et locaux depuis le XVIe siécle" (San Francisco 1975) 5-19.
- El título jurídico de los Reyes de España sobre las Indias en los pleitos colombinos, en "Actas del IV Congreso del Instituto Internacional de Historia del Derecho Indiano. Morelia 7-13 de agosto de 1975" "Revista de la Facultad de Derecho de México" 26 (1976) 129-56 (México, 1978).
- Nuevas observaciones sobre la obra legislativa de Alfonso X, en AHDE 46 (1976) 509-70.
- La condición jurídica del indio, en "Antropología de España y América", edición a cargo de Miguel Rivera Dorado (Madrid 1977) 281-92.
- Los sistemas de colonización de Canarias y América en los siglos XV y XVI, en "I Coloquio de Historia Canario-Americano, 1976" (Las Palmas de Gran Canaria 1977) 423-42.
- Del testamento romano al medieval. Las líneas de su evolución en España, en AHDE 47 (1977) 425-97.
- La ciudad de Valencia y su condición jurídica en la época romana, en AHDE 47 (1977) 425-97.
- Sobre las Observancias aragonesas de Jaime de Hospital en AHDE 48 (1978) 565-75.
- La Capitanía general como institución de gobierno político en España e Indias en el siglo XVIII, en "Memoria del Tercer Congreso Venezolano de Historia" I (Caracas 1979) 537-82.
- El pactismo en el reino de Castilla y su proyección en América, en "El Pactismo en la historia de España. Simposio celebrado los días 24-25 de abril de 1978 en el Instituto de España, cátedra "Francisco de Vitoria" (Madrid 1980) 143-68.
- El documento y los formularios jurídicos en España desde la época prerromana a la Alta Edad Media, en "Anales de la Academia Matritense del Notariado" (Madrid 1978) 115-78.
- La evolución de la organización territorial de las Indias desde 1492 a 1824, en "Actas del V Congreso del Instituto Internacional de Historia del Derecho Indiano", "Anuario Histórico Jurídico Ecuatoriano" 5 (Quito 1980) 71-131.
- El Derecho local y el común en Cataluña, Valencia y Mallorca en la Edad Media, en "Diritto comune e diritti locali nella Storia dell´Europa". Atti del Convegno di Varenna, 12-15 giugno 1979 (Milán 1980) 229-49.
- Las instituciones sociales en España en la Alta Edad Media (siglos VIII-XIII) y El hombre y la tierra en la Edad Media leonesa: El prestimonio agrario. Barcelona, El Albir, 1981.
- Estudios de Historia del Derecho Privado. Sevilla, 1982.
- De la ciudad castellana a la indiana, en Academia Nacional de la Historia, en VI Congreso Internacional de Historia de América, celebrado en Buenos Aires del 13 al 18 de octubre de 1980, con el patrocinio de la Municipalidad de la Ciudad de Buenos Aires I (Buenos Aires, 1982), 43-53; reimpr., Los orígenes (ver más abajo la cita completa) 1005-1023.
- Breve historia del "Anuario", en AHDE 51 bis (1982), pp. VII-LII1.
- Metodología de la historia de textos jurídicos en AHDE 53 (1983), 611-13.
- El proceso de San Marcelo de León, en Estudios en homenaje a D. Claudio Sánchez-Albornoz en sus 90 años, I (Buenos Aires, 1983), 281-90, en Anexos de Cuadernos de Historia de España.
- Las etapas del desarrollo del Derecho indiano, en Memoria del Simposio Hispanoamericano sobre las leyes de Indias. San José de Costa Rica, América Central, 27-28-29 de octubre de 1981. Instituto Costarricense de Cultura Hispánica-Instituto de Cooperación Iberoamericana, 1984, 127-38; reimpr. Los orígenes 1-18.
- Los libros de leyes del rey Alfonso X el Sabio. Instituto de España, sesión conmemorativa de la Fiesta Nacional del libro español celebrada el 28 de mayo de 1984 en la R. Academia de Jurisprudencia y Legislación, Madrid, 1984.
- D. Claudio Sánchez-Albornoz, fundador del "Anuario"; 1893-1984, en AHDE 54 (1984), 97-161.
- Las versiones medievales de la Independencia de Castilla, en AHDE 54 (1984) 253-94.
- La problemática de la obra legislativa de Alfonso X, en Boletín del Ilustre Colegio de Abogados de Madrid, n.º 5 (sep.-oct. de 1984), pp. 9-18.
- "Territorio" y "término" en el ámbito local castellano e indiano, en VII Congreso del Instituto Internacional de Historia del Derecho Indiano, Buenos Aires, 1 al 6 de agosto de 1987. Actas y Estudios I (Buenos Aires, 1984), 357-72; reimpr. Los orígenes 1025-44.
- El régimen público del señorío de Vizcaya en la Edad Media, en Congreso de Estudios Históricos: Vizcaya en la Edad Media. Bilbao, Editorial Eusko Ikaskuntza, 1984, 83-98.
- En torno a la Carta de población de Brañosera, en Historia, Instituciones, Documentos, 11 (1985), 1-14, volumen dedicado al profesor José Martínez Gijón, al cumplirse su vigésimo quinto aniversario como catedrático de Universidad.
- La recopilación de leyes de Indias de Alonso de Zorita, en Alonso de Zorita, Leyes y Ordenanzas reales de las Indias del Mar Océano... versión paleográfica y estudio crítico. México, Miguel Ángel Porrúa, 1985, 15-25; reimpr. Los orígenes 123-130.
- Notas sobre la dinámica del Derecho, en Liber Amicorum Prof. Ignacio de la Concha. Oviedo, 1986, 247-54.
- Historia del Derecho y Cultura, en Estudios Jurídicos en homenaje al Maestro G. F. Margadant. México, UNAM, 1986, 155-161.
- El documento en Castilla en la época de Alfonso X el Sabio, en Anales de la Academia Matritense del Notariado 27 (Madrid, 1985), 7-26.
- Leyes, recopilaciones y códigos, en Recopilación de leyes de los reynos de las Indias. México, M. A. Porrúa, 1987, 3-21.
- Los orígenes españoles de las instituciones americanas. R. Academia de Jurisprudencia y Legislación, Conmemoración del V Centenario del descubrimiento de América, Madrid, 1987. Reproduce trabajos anteriormente publicados y reseñados, más los siguientes inéditos:
- Hernán Cortés, ordenador de la Nueva España, pp. 39-63.
- El Cedulario de Encinas, pp. 131-255.
- El Consejo y los Secretarios en el gobierno de las Indias en los siglos XVI y XVII, pp. 777-809 y en Revista Chilena de Historia del Derecho (1987), pp. 329-53.
- Programa de un curso de Historia del Derecho Indiano, pp. 1093-1162.
- La Junta Magna de 1568 y Juan de Ovando, ciclo de conferencias en el Colegio de Licenciados y Doctores de Madrid (en prensa).
- La dignidad de la persona en el Derecho Indiano, en América después del descubrimiento. Ciclo de conferencias en el Colegio Mayor Zurbarán. Madrid, 1988, pp. 41-49.
- El porqué del estudio de la Historia del Derecho y su estudio, en Boletín del Ilustre Colegio de Abogados de Madrid, núm. 2 (1988, marzo-abril), pp. 25-27.
- Las fuentes legales vigentes antes de la codificación, en Anales de la Real Academia de Jurisprudencia y Legislación 19 (1988), 9-34.
- El bautismo y la capacidad jurídica en la época visigoda, en Boletín semestral de Derecho privado especial, histórico y comparado del Archivo de la Biblioteca Ferran Valls i Tabernera Orlandis 70: Estudios de Derecho privado y penal romano, feudal y burgués 1/2 (1988), pp. 83-89.
- Los Concilios de Toledo y el régimen político visigodo, en Anales de Jurisprudencia y Legislación 20 (1989), 75-98.
- Prólogo al libro de Ana M.ª Barrero García y Mª Luz Alonso Martín, Textos de derecho local español en la Edad Media. Catálogo de fueros y costums municipales. Madrid, 1989, 7-14.
- El Cedulario de Encinas. Estudio e índices. Madrid, 1990. Ediciones de Cultura Hispánica, 457 pp. en folio.
- La historiografía sobre las Cortes de Castilla y León», en Las Cortes de Castilla y León, 1188-1198, Valladolid, 1990, 127-145.
- Presupuestos y textos del derecho territorial de Castilla la Vieja: el pseudo-ordenamiento I de Nájera y el Fuero antiguo de Castilla, en Boletín de Historia del Derecho de la Universidad de Málaga (en prensa).
- Domingo de Soto y el Derecho indiano, en IX Congreso del Instituto Internacional de Historia del Derecho indiano. Actas y Estudios I (Madrid, 1991), 151-157.
- Discurso de contestación, en J. A. Escudero López, La abolición de la Inquisición española. Discurso leído el 2 de diciembre de 1991 en el acto de su recepción como Académico de número de la Real Academia de Jurisprudencia y Legislación. Madrid, 1991.
- Las Bulas de Alejandro VI referentes al descubrimiento de las Indias, en «Colección de Estudios Testimonio». Madrid, 1992.
- Las Casas y Vitoria ante la conquista de América, en Libro Homenaje al profesor Ismael Sánchez Bella. Pamplona, 1992, 283-289.
- Discurso inaugural del X Congreso del Instituto Internacional de Historia del Derecho indiano». México, 24 de abril de 1992, en Actas del X Congreso. México, Escuela Libre de Derecho y editorial M. A. Porrúa.
- Atlas histórico-jurídico, Instituto de Investigaciones Jurídicas de la Universidad Autónoma de México, México 1997, 511p.